# Saint-Céols
 Saint-Céols  es una comuna y población de Francia, en la región de Centro, departamento de Cher, en el distrito de Bourges y cantón de Les Aix-d'Angillon.
Su población en el censo de 1999 era de 32 habitantes.
Está integrada en la Communauté de communes des Hautes Terres en Haut Berry .

## Demografía
| 46 | 42 | 27 | 22 | 25 | 32 |
| Para los censos de 1962 a 1999 la población legal corresponde a la población sin duplicidades (Fuente: INSEE [Consultar]) |    |    |    |    |    |